# Virgin Fibra
 (avril 2023).
Virgin Fibra S.r.l. est une société de télécommunications italienne détenue par Virgin Group Ltd., qui propose des services de téléphonie et d'accès à Internet par fibre optique en technologie FTTH,.

## Histoire et opérations
Fondée en août 2020 à Milan, Virgin Fibra est dirigée par un groupe d'entrepreneurs italiens et étrangers.
Virgin Fibra appartient en partie au groupe Virgin de Richard Branson et est la troisième société en Italie après Virgin Active et Virgin Radio à porter la marque. Le lancement commercial a eu lieu en août 2022, deux ans après sa fondation.
Virgin Fibra opère dans le secteur des connexions Internet fixes haut débit, proposant des abonnements à ses clients qui signent des contrats pour la fourniture de connexions Internet en fibre optique, exclusivement avec FTTH.
La société est dirigée par le fondateur et PDG, Tom Mockridge, qui est également président du conseil d'administration.
Les services de Virgin Fibra sont disponibles pour les clients privés, les titulaires de TVA et les petites et moyennes entreprises en Italie. Virgin Fibra distribue ses services exclusivement en ligne sur son site Web et fonctionne en pleine intégration avec Open Fiber, propriétaire du plus grand réseau de fibre optique italien FTTH.